# محافظة القنيطرة
محافظة القنيطرة هي إحدى المحافظات السّورية الأربع عشرة وأصغرها، تقع في جنوب سوريا، تشمل المحافظة هضبة الجولان التي يسيطر الاحتلال الإسرائيلي على ثُلثي مساحتها، والثلث الآخر تحت السيطرة السّورية منذ حرب تشرين التحريرية، تحد المحافظة دول لبنان والأردن وإسرائيل ومحافظتي درعا وريف دمشق السوريتين، مركزها مدينة القنيطرة المهجورة الآن، والتي دمرها الجيش الإسرائيلي قبل انسحابها في يونيو 1974 في أعقاب حرب أكتوبر؛ منذ عام 1986، أصبحت العاصمة الفعلية هي مدينة السلام.
تم إحداث محافظة القنيطرة بالمرسوم التشريعي رقم (133/51) تاريخ 1964/8/27 وتكونت من 5 نواحي وهي ناحية خان ارنبة   وناحية خشنية وناحية فيق وناحية منطقة القنيطرة وناحية مسعدة. 
خلال الحرب الأهلية السورية، سيطرت قوى المعارضة والجهادية المختلفة على معظم أجزاء المحافظة التي لا تسيطر عليها إسرائيل. وفي صيف عام 2018، استعادت الحكومة السورية المناطق التي كانت تحت سيطرة المتمردين في المحافظة.
في أعقاب هجوم المعارضة السورية عام 2024، أعلنت الجبهة الجنوبية التي عادت إلى الظهور السيطرة الكاملة على المحافظة (باستثناء المناطق التي تسيطر عليها إسرائيل). وفي وقت لاحق، بعد سقوط نظام الأسد تقدمت إسرائيل بقواتها إلى المنطقة العازلة وسط تقارير عن قصف مدفعي على القرى المحلية.

## التقسيم الإداري
تنقسم المحافظة إلى منطقتين وتنقسم المنطقتان إلى ستة نواحي:

### منطقة مركز القنيطرة
وفيها مركز المحافظة بمدينة القنيطرة، وهي على ملتقى الطرق المؤدية إلى دمشق- لبنان- فلسطين- محافظة درعا، وتنقسم إلى 4 نواحي:
- ناحية مركز القنيطرة (معظمها ضمن منطقة قوة الأمم المتحدة لمراقبة فض الاشتباك منذ عام 1973)، وتتبع لها القرى التالية: الحميدية- المنصورة- عين الحمراء- أم العظم- المشيرفة- الثلجيات- القطراني- بئر سيف- عين حور- العدنانية- عين زيوان- الدلوة- السنيسلة- الغسانية- عين عيشة- كفر نفاخ- العليقة الشمالية- العليقة الجنوبية- دبورة- نعران الغربية- نعران الشرقية- دير سراس- العوينات الشمالية- العوينات الجنوبية- القادرية- عين السمسم- دير الراهب- السنابر- الدورة- الفاخورة- علمين- مزيرعة- أبو فولة- القحطانية- الصمدانية الغربية- عسلية ومجامع- زميميرة- أحمدية- بئر عجم- الخالدية- القبو- جرابا- صيرة الخرفان- أم سدرة- جليبينة- دريجات- خويخة- الدردارة- الدلهمية- الرزانية- ضابية- السنديانة- عين القرّة- شقيف- سويهية- باب الهوى- عيون الحجل- كرز الطويل- الحجف- نخيلة- قصرين- البعث- رويحينة- زبيدة الشرقية- زبيدة الغربية- رسم الحلبي.
- ناحية الخشنية، وتضم القرى التالية:

الخشنية - بريقة - أم الدنانير - نعيمية كودنة - أبو قبيس - عين زيوان - رسم العبد - الجويزة - عين وردة - الرمثانية - السلوقية - المشيرفة - مزرعة الشيخ حسين - الأصبح - قصيبة - طار الغزال - سويسة - الهجة - أبو غارة - القنافذ - رسم القطا - منشية السويسة - الدواية الكبيرة - الدواية الصغيرة - عين فريخة - الرفيد - رسم الحيران - الفحام - تنورية - دير مفضل - شبّا - نوانية - طيبة - نخيلة - مزرعة حميرة - مزرعة قلق - البطمية - دير قروح - ضابية - عامودية - الفرج - فزارة - المشتى - اليعربية - القصبية - العشة - قرقس - عين التينة - غدير البستان - المعلقة - أم اللوقس - البصالي - أبو تينة - عمرة اسبتة.
- ناحية مسعدة (تحت الاحتلال الإسرائيلي منذ عام 1967)، وتضم القرى التالية: مسعدة- جبب الميس- مجدل شمس- جباتا الزيت- بانياس- عين قنية- عين فيت- عين الدّيسة- زعورة- الغجر- شوقا الفوقا- شوقا التحتا- بقعاثا- واسط- سكيك- عيون السمك- النخيلة- العباسية- السماقة- عين التينة- الدرباشية- كريز الواوي- القلع- خربة البيضا- مغر شبعا- مويسة- الحصن: صيرة ذياب- المنشية- زبدين- نفيلة- رمتا- ربعا- الفرن- القنعبة (الظاهرية)- عين الطريق، المغير.
- ناحية خان أرنبة،

وتضم القرى التالية: خان أرنبة- عين النورية- نبع الفوار- العتم- الصمدانية الشرقية- الرقادية- العجرف- جباتا الخشب- جبا - حضر - عين التينة - القنيف - الصمود - سحيتا - مسحرة - أم باطنة - الرقاد الصغير - كرم النايم - القبو - طرنجة - ممتنة - أيوبة - نبع الصخر - عين الباشا - مجدولية - المربعات - كمونة - المنيطحات - كمونية - المنبطح - رسم القناة - كوم الباشا - جفعيت - رسم الطاحونة - رسم الخرار - الخالدية - المشيرفة - أم العظام - الحلس - أوفانية - الحرية - عين الدرب - رسم العبد - المشقق - المنصور - الصبح - الكوم - عين عيشة - كوم محيرس - السنديانة.

### منطقة فيق
وفيها، مدينة فيق وهي مركز المنطقة، وتنقسم رسميًا إلى ناحيتين فرعيتين هم:
- ناحية مركز فيق يتبعها قرى: صيدا، رزانية صيدا.
- ناحية المهجر يتبعها القرى التالية: كفر حارب - مزرعة عز الدين - مزرعة عيون - سكوفيا - شكوم - براك - العال - الياقوصة - الرجم - دبوسية - صفورية - خسفين.

هجرت غالبية سكان المحافظة ولجؤوا إلى ضواحي مدينة دمشق أثناء الحرب أو بعدها بقليل، ولكن بعض السكان بقوا في قراهم وأصبحوا مقيمين في الأرض المحتلة من قبل إسرائيل حسب قوانينها، بينما ما زالت الجمهورية العربية السورية تعترف بهم كمواطنين سوريين وقد رفضوا الجنسية الإسرائيلية. بعد حرب أكتوبر 1973 وضمن اتفاقية فك الاشتباك استعادت سوريا من إسرائيل 60 كم مربع من المحافظة الواقعة فيها مدينة القنيطرة وكامل قرى الجيب الذي احتله الكيان في حرب 1973. أما سوريا فالتزمت في الاتفاق إبعاد قواتها العسكرية من خط الهدنة والموافقة على مرابطة قوات دولية للأمم المتحدة (قوة الأمم المتحدة لمراقبة فض الاشتباك) في شريط محاذ لخط الهدنة.

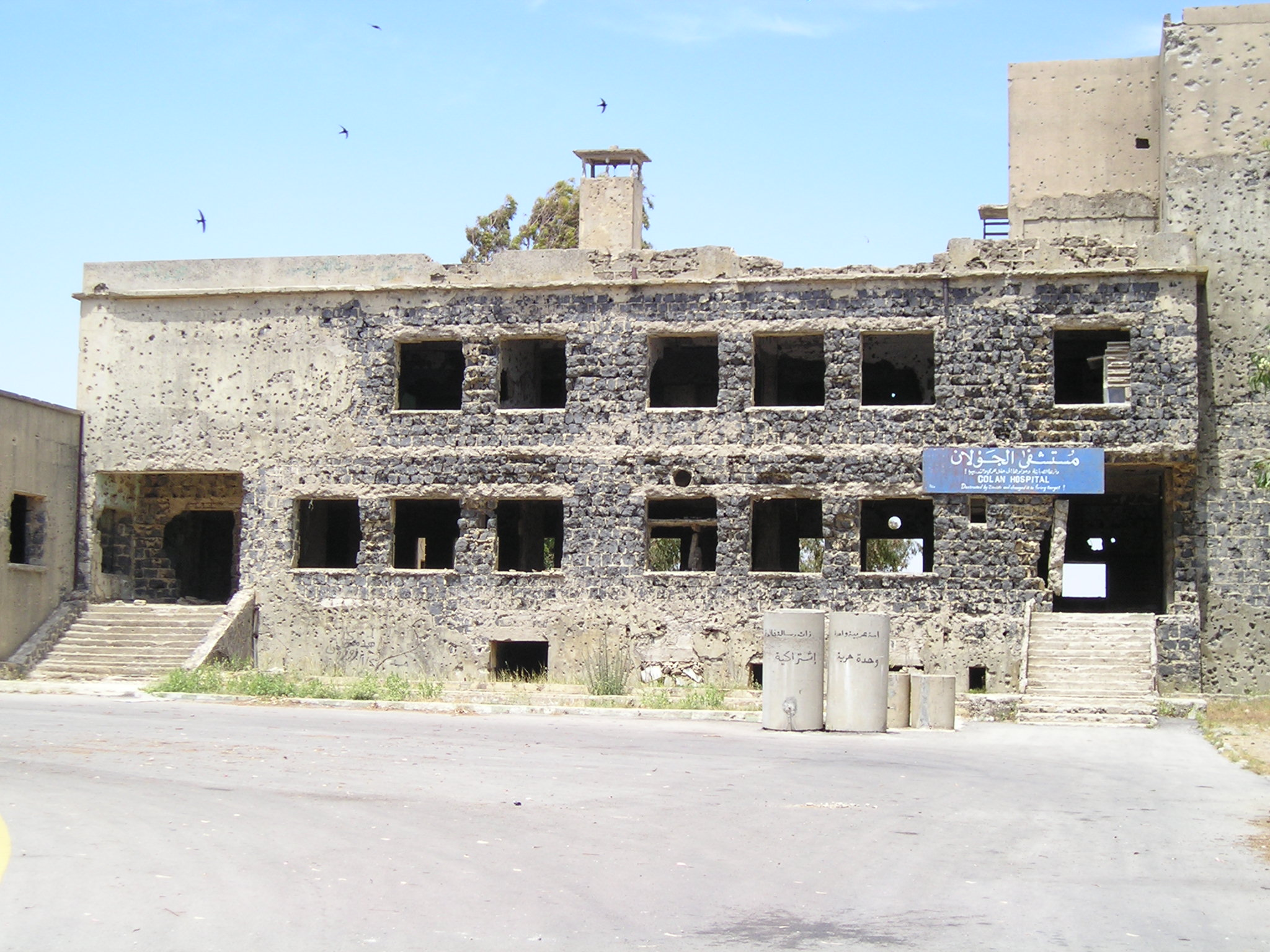
مشفى القنيطرة كما هي اليوم.

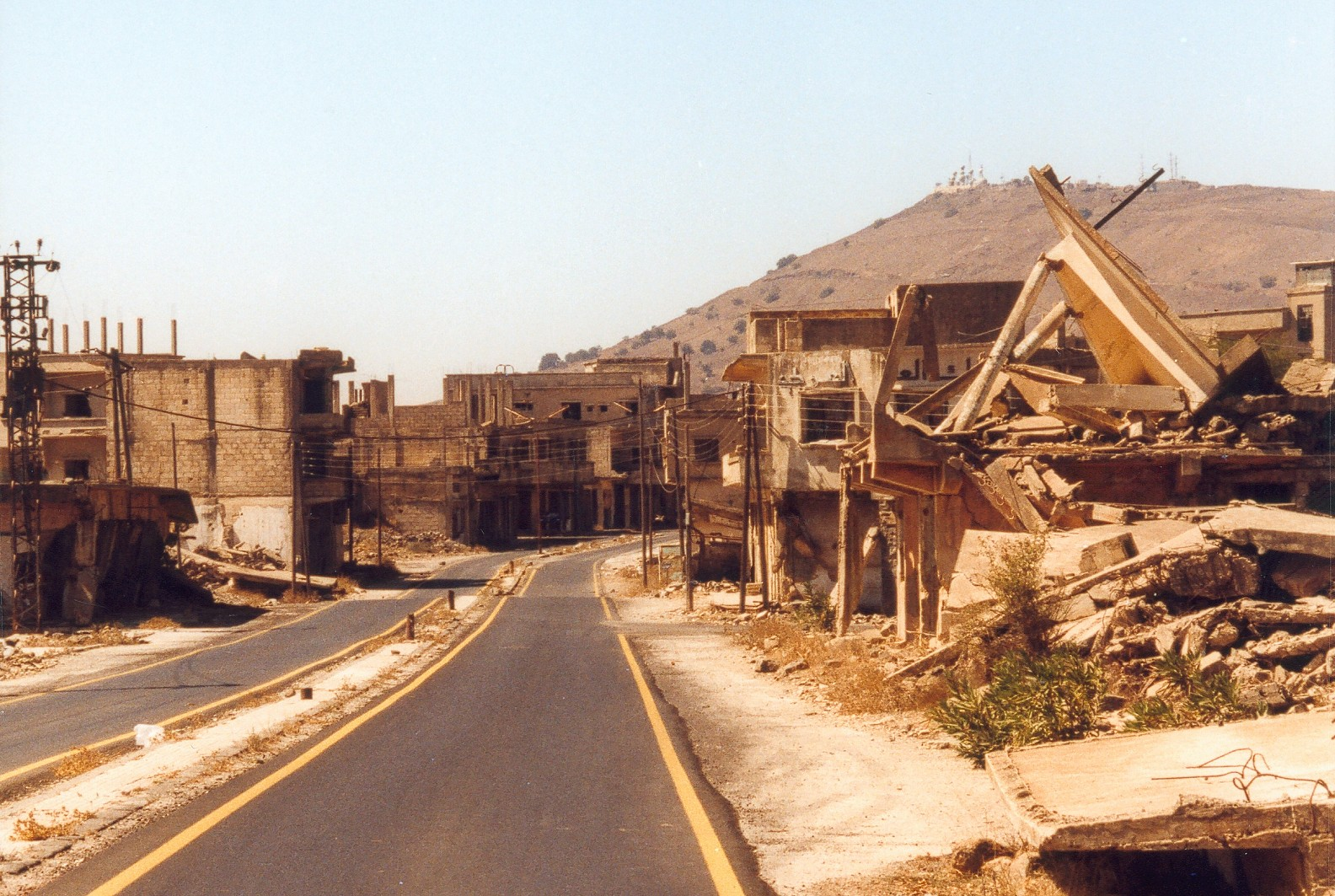
مدينة القنيطرة 2001

## محافظو القنيطرة
- هاني الصلح 1965 - 1966
- عبد الحليم خدام 1966 - 1967
- صلاح عزيز 1967 - 1969
- عرفان طيلوني 1969 - 1970
- راشد عبد الله 1970 - 1971
- نايف نوفل 1971 - 1975
- عماش جديع 1975 - 1978
- حسين حاج حسين 1978 - 1980
- حسان السقا 1980 - 1987
- عبد المنعم حموي 1988 - 1993
- وليد البوز: عام 1994 - 2000
- هاني هلال الأطرش (5 تشرين الأول 2000 - 2001)[5]
- نواف الفارس (30 آذار 2002[6] - 2008)
- رياض فريد حجاب (2008 - 22 شباط 2011[7])
- خليل مشهدية (22 شباط 2011[7] - 24 تموز 2011[8])
- حسين عرنوس (من 24 تموز 2011[9])
- مالك محمد علي (من 11 تموز 2012[10])
- معن صلاح الدين العلي (17 تموز 2013[11] - 22 تشرين الأول 2014[12])

- أحمد شيخ عبد القادر (22 تشرين الأول 2014[12] - 22 شباط 2018[13])
- همام صادق دبيات (22 شباط 2018[14] - 30 أيار 2020[15])

- محمد طارق كريشاتي (30 أيار 2020[15] - 26 تشرين الأول 2020[16])

- عبد الحليم عوض خليل (26 تشرين الأول 2020[16] - 20 من تموز 2022[17])
- معتز أبو النصر جمران (20 من تموز 2022[17] - 17 تشرين الأول 2024[18])
- طوني عزيز حنا من (17 تشرين الأول 2024[19] - 8 كانون الأول 2024[20])
- أحمد الدالاتي (منذ 8 آذار 2025[21][22])

## خرائط توزع الديموغرافي

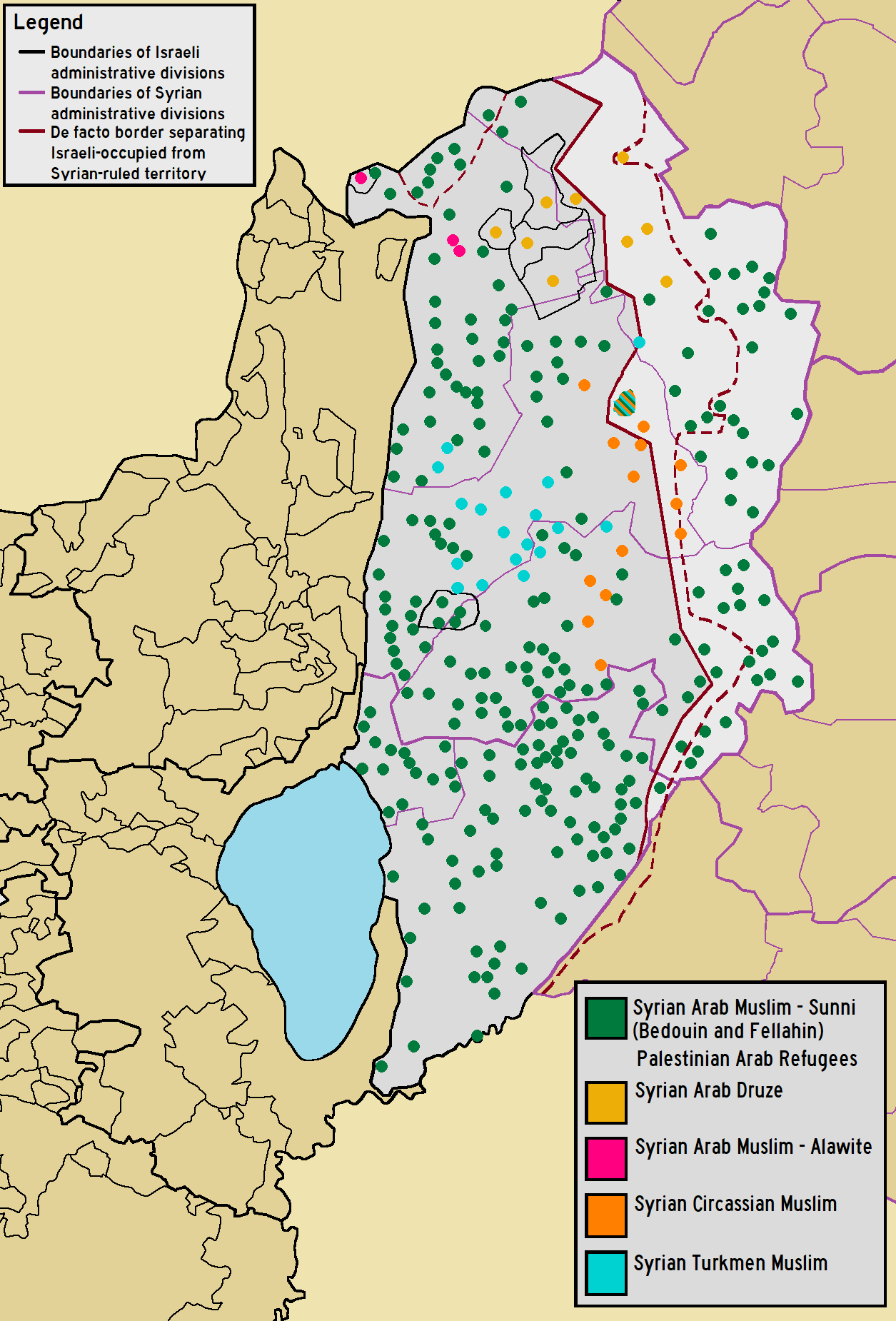
خريطة توزع الديموغرافي لهضبة الجولان قبل نكسة 1967، التي تشمل «قضاء مرتفعات الجولان» التي تحتلها إسرائيل و «محافظة القنيطرة» التي تحت حكم سوريا.
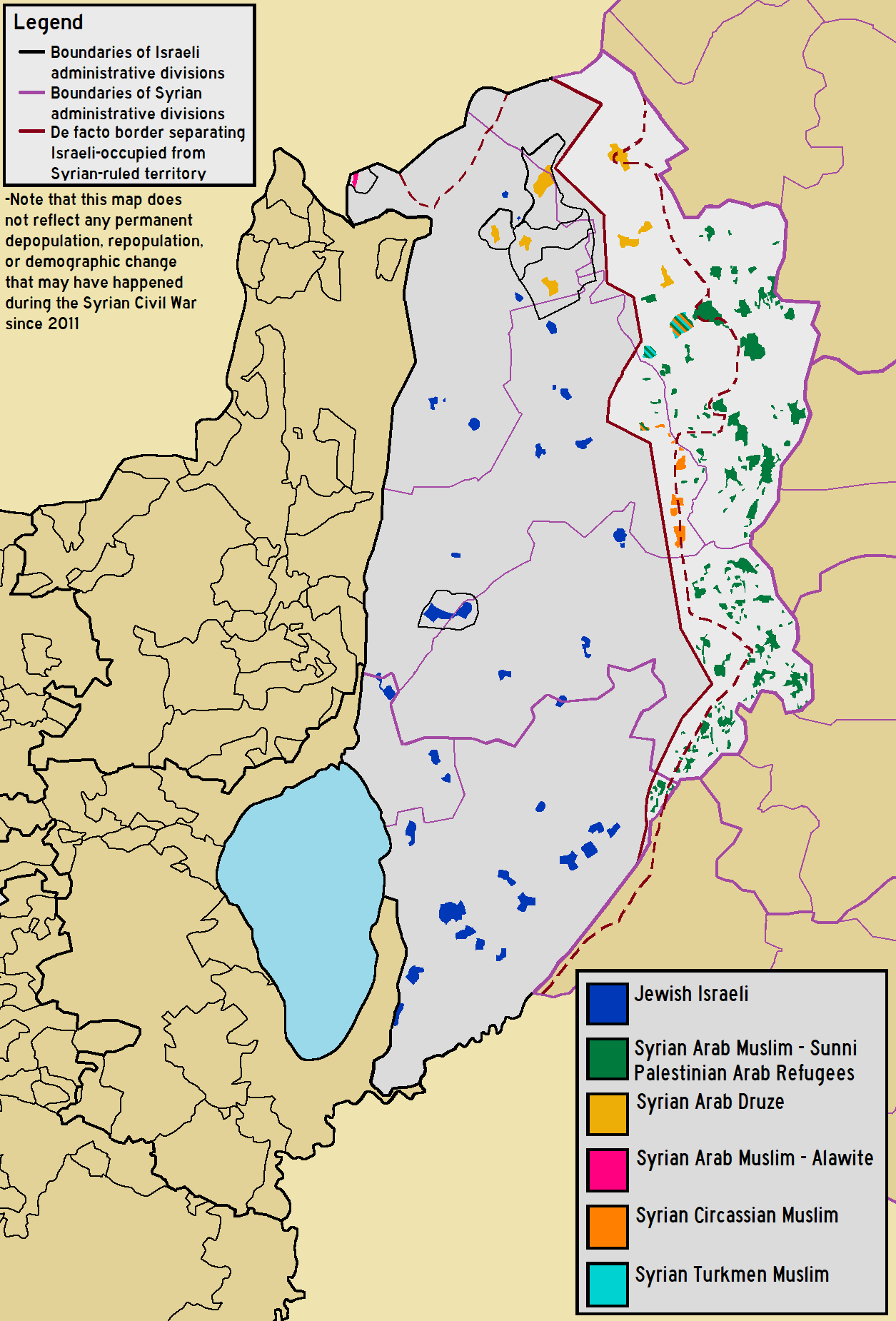
خريطة توزع الديموغرافي لهضبة الجولان اليوم، التي تشمل «قضاء مرتفعات الجولان» التي تحتلها إسرائيل و «محافظة القنيطرة» التي تحت حكم سوريا.
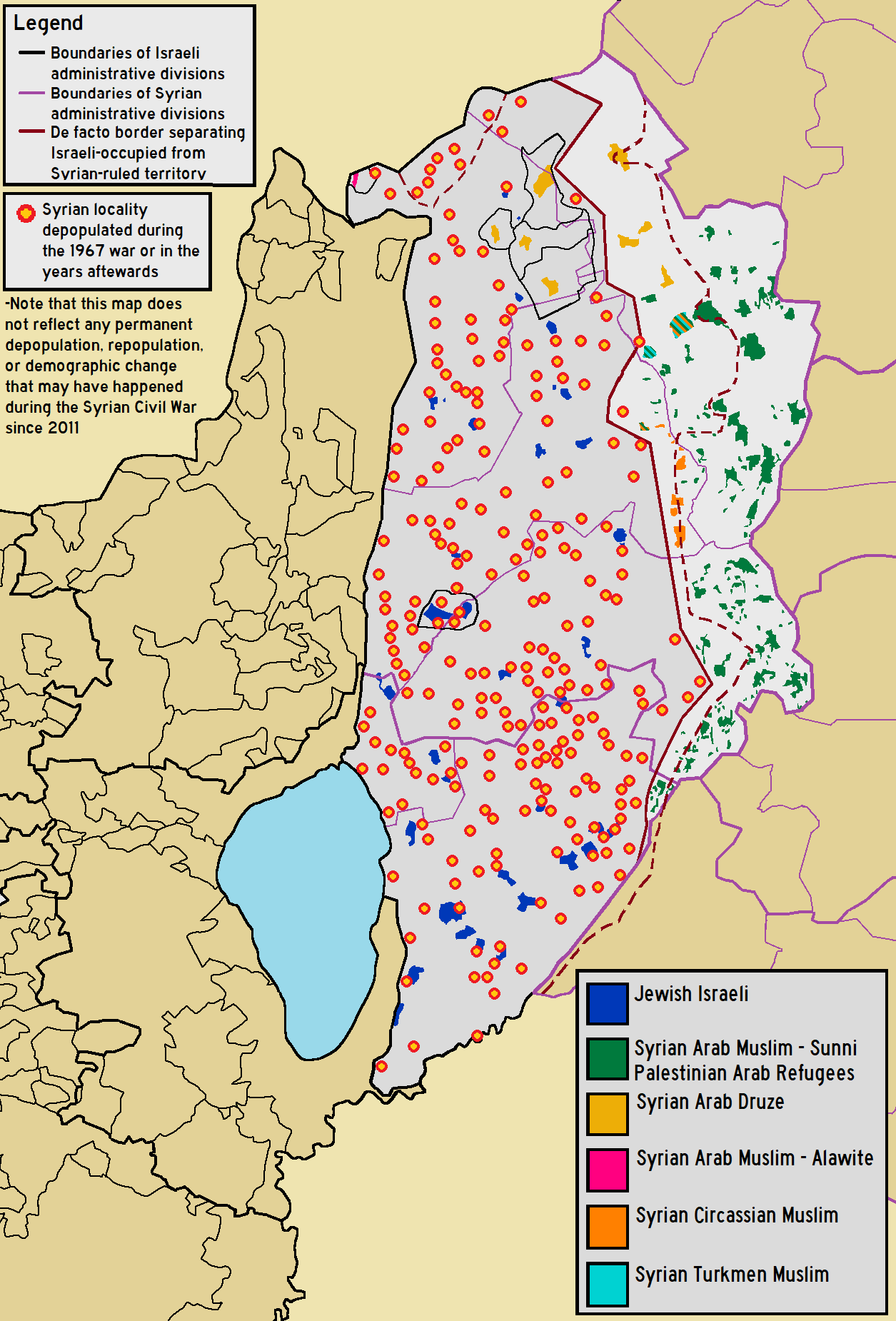
خريطة توزع الديموغرافي لهضبة الجولان بالإضافة إلى مواقع القرى والبلدات السورية المهجورة

## وصلات خارجية

### خدمات حكومية
- موقع الاستعلام الإلكتروني للخدمات الحكومية نسخة محفوظة 16 فبراير 2007 على موقع واي باك مشين.

### أخبار وأحداث
- القنيطرة نسخة محفوظة 13 يناير 2007 على موقع واي باك مشين. الموقع الشامل والأول لأخبار وأحداث القنيطرة